# Лі Сончхоль
Лі Сончхоль (кор. 리성철; *5 квітня 1986, Пхеньян, КНДР) — північнокорейський фігурист, що виступає у чоловічому одиночному фігурному катанні, найсильніший фігурист-одиночник своєї країни у 2-й половині 2000-х років. 

## Кар'єра
Кататися на ковзанах (початок кар'єри) Сончхоль розпочав у 8-річному віці (1994).
Лі Сончхоль — чотириразовий чемпіон Північної Кореї з фігурного катання (2003, 2007—09). 
Через виняткову політичну закритість своєї батьківщини північнокорейські спортсмени дуже рідко беруть участь у змаганнях, які організують Міжнародні федерації, зокрема й ІСУ. Відтак, і Лі Сончхоль, попри першість у чоловічому одиночному фігурному катанні в своїй країні, ніколи не брав участі ані в Чемпіонаті світу, ані в Чемпіонаті Чотирьох Континентів з фігурного катання. Однак, у вересні 2009 року він несподівано приїхав і виступив на турнірі «Nebelhorn Trophy» й посів там 11-те місце, здобувши таким чином право представляти Північну Корею в олімпійському турнірі одиночників на XXI Зимовій Олімпіаді (Ванкувер, 2010). На церемонії відкриття Олімпійських ігор саме він був прапороносцем олімпійської Збірної Північної Кореї. 16 лютого 2010 року за результатами виконання короткої програми на олімпійському турнірі фігуристів-одиночників північнокорейському спортсмену, що показав пристойний рівень катання (відразу на 16 балів поліпшивши свій персоналбест у короткій) лише 1-го місця не вистачило, щоб кваліфікуватися у довільну, й він завершив змагання на 25-му місці.

## Спортивні досягнення
| Сезони/Змагання                                | 2000/2001 | 2002/2003 | 2003/2004 | 2004/2005 | 2005/2006 | 2006/2007 | 2007/2008 | 2008/2009 | 20092010 |
| ---------------------------------------------- | --------- | --------- | --------- | --------- | --------- | --------- | --------- | --------- | -------- |
| Зимові Олімпійські ігри                        |           |           |           |           |           |           |           |           | 25       |
| Чемпіонати Північної Кореї з фігурного катання | 4         | 1         | 2         | 2         | 2         | 1         | 1         | 1         |          |
| Турніри: «Nebelhorn Trophy»                    |           |           |           |           |           |           |           |           | 11       |
| Зимові Азійські ігри                           |           | 9         |           |           |           | 6         |           |           |          |
| Етапи юніорського Гра-Прі, Китай               |           |           |           | 8         |           |           |           |           |          |
| Етапи юніорського Гра-Прі, Белград             |           | 3         |           |           |           |           |           |           |          |
| Турніри: «Triglav Trophy»                      |           |           | 2J.       |           |           |           |           |           |          |

- J = юніорський рівень